# Aleksandra Olsza
Aleksandra Olsza (ur. 8 grudnia 1977 w Katowicach) – polska tenisistka.

## Kariera tenisowa
W roku 1992 uczestniczyła w mistrzostwach Europy do lat 16 rozgrywanych na kortach w Berlinie, gdzie zdobyła srebrny medal w grze podwójnej w parze z Sylwią Rynarzewską. Dwa lata później w juniorskich mistrzostwach Europy w Kloster zdobyła srebro w singlu oraz deblu w parze z Magdaleną Grzybowską.
W 1995 roku jako pierwsza Polka wygrała juniorski turniej wielkoszlemowy – na kortach Wimbledonu w singlu oraz w deblu w parze z reprezentantką Zimbabwe Carą Black. W tym samym roku wspólnie z Kurnikową zostały finalistkami US Open w grze podwójnej dziewcząt. Rok zakończyła na drugim miejscu w światowym rankingu juniorskim ITF.
W latach 1996–1999 startowała w turniejach wielkoszlemowych seniorek; trzykrotnie docierała do drugiej rundy.
W 1996 roku wystąpiła w Letnich Igrzyskach Olimpijskich w Atlancie. W turnieju gry pojedynczej odpadła w pierwszej rundzie po porażce z Węgierką Virág Csurgó; w deblu razem z Magdaleną Grzybowską także w pierwszej rundzie przegrały z francuską parą Mary Pierce–Nathalie Tauziat.
Najwyżej była klasyfikowana na 72. miejscu w rankingu singlowym (30 września 1996) i na 69. pozycji w zestawieniu deblowym (13 września 1999). Karierę zawodową zakończyła w 2000 lub 2002 roku.
Wielokrotnie zdobywała tytuły mistrzyni Polski i halowej mistrzyni Polski. Była zawodniczką GKS Katowice, Giszowieckiego Towarzystwa Tenisowego, SKT Sopot i Tennis Association Katowice.

## Życie prywatne
Aleksandra jest córką Lechosława (piłkarza GKS Katowice i GKS Tychy) oraz Barbary Kral-Olszy (tenisistki i nauczycielki akademickiej; 29-krotnej mistrzyni Polski w tenisie), która była jej pierwszą trenerką. Studiowała na AWF-ie w Katowicach.
Mieszka w Stanach Zjednoczonych.

## Wygrane turniejeITF
| turnieje z pulą nagród 100 000 $ |
| turnieje z pulą nagród 75 000 $  |
| turnieje z pulą nagród 50 000 $  |
| turnieje z pulą nagród 25 000 $  |
| turnieje z pulą nagród 15 000 $  |
| turnieje z pulą nagród 10 000 $  |

### Gra pojedyncza
|    | Data       | Turniej   | Kat. | ($)    | Naw.   | Finalistka            | Wynik    |
| 1. | 30/11/1997 | Nuriootpa | ITF  | 25 000 | twarda | Adriana Serra Zanetti | 6:1, 6:1 |

### Gra podwójna
| Lp. | Data       | Turniej     | ($)    | Naw.   | Partnerka        | Finalistki                          | Wynik            |
| --- | ---------- | ----------- | ------ | ------ | ---------------- | ----------------------------------- | ---------------- |
| 1.  | 17/05/1993 | Katowice    | 10 000 | ziemna | Patrycja Gajdzik | Michelle Anderson Katerina Zajacova | 6:4, 4:6, 7:6(1) |
| 2.  | 28/03/1993 | Supetar     | 10 000 | ziemna | Katarzyna Malec  | Ivona Horvat Tina Vukasovic         | 7:5, 7:6(5)      |
| 3.  | 23/08/1993 | Gryfino     | 10 000 | ziemna | Ołena Tatarkowa  | Monika Starosta Alena Vaskova       | 7:6(4), 4:6, 7:5 |
| 4.  | 27/09/1993 | Mali Lošinj | 10 000 | ziemna | Helena Vildova   | Ivona Horvat Tina Vukasovic         | 6:0, 6:7(5), 6:3 |
| 5.  | 30/03/1998 | Phoenix     | 50 000 | twarda | Kristina Triska  | Amy Frazier Rika Hiraki             | 6:4, 7:6(5)      |

## Finały juniorskich turniejów wielkoszlemowych

### Gra pojedyncza (1)
| Końcowy wynik | Rok  | Turniej   | Nawierzchnia | Przeciwniczka       | Wynik finału |
| Zwyciężczyni  | 1995 | Wimbledon | Trawiasta    | Tamarine Tanasugarn | 7:5, 7:6(6)  |

### Gra podwójna (2)
| Końcowy wynik | Rok  | Turniej   | Nawierzchnia | Partnerka      | Przeciwniczki                    | Wynik finału |
| Zwyciężczyni  | 1995 | Wimbledon | Trawiasta    | Cara Black     | Trudi Musgrave Jodi Richardson   | 6:0, 7:6(5)  |
| Finalistka    | 1995 | US Open   | Twarda       | Anna Kurnikowa | Corina Morariu Ludmila Varmužová | 3:6, 3:6     |